# BB Водолея
BB Водолея (лат. BB Aquarii) — одиночная переменная звезда в созвездии Водолея на расстоянии (вычисленном из значения параллакса) приблизительно 39775 световых лет (около 12195 парсеков) от Солнца. Видимая звёздная величина звезды — от +16,2m до +14,7m.

## Характеристики
BB Водолея — жёлто-белая пульсирующая переменная звезда типа RR Лиры (RRAB) спектрального класса F. Эффективная температура — около 6803 К.